# Henryk Pillati

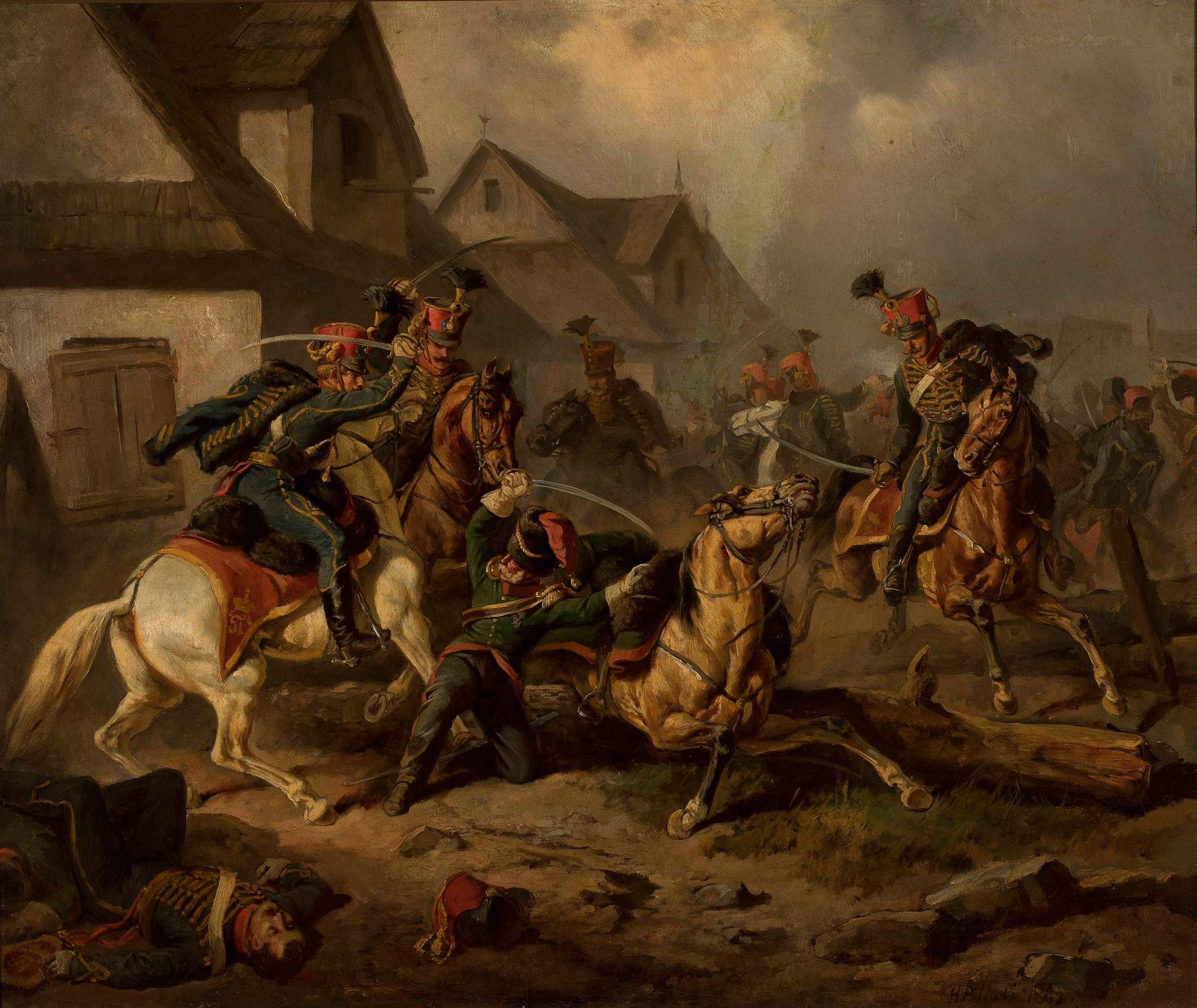
Śmierć Berka Joselewicza pod Kockiem (1867)

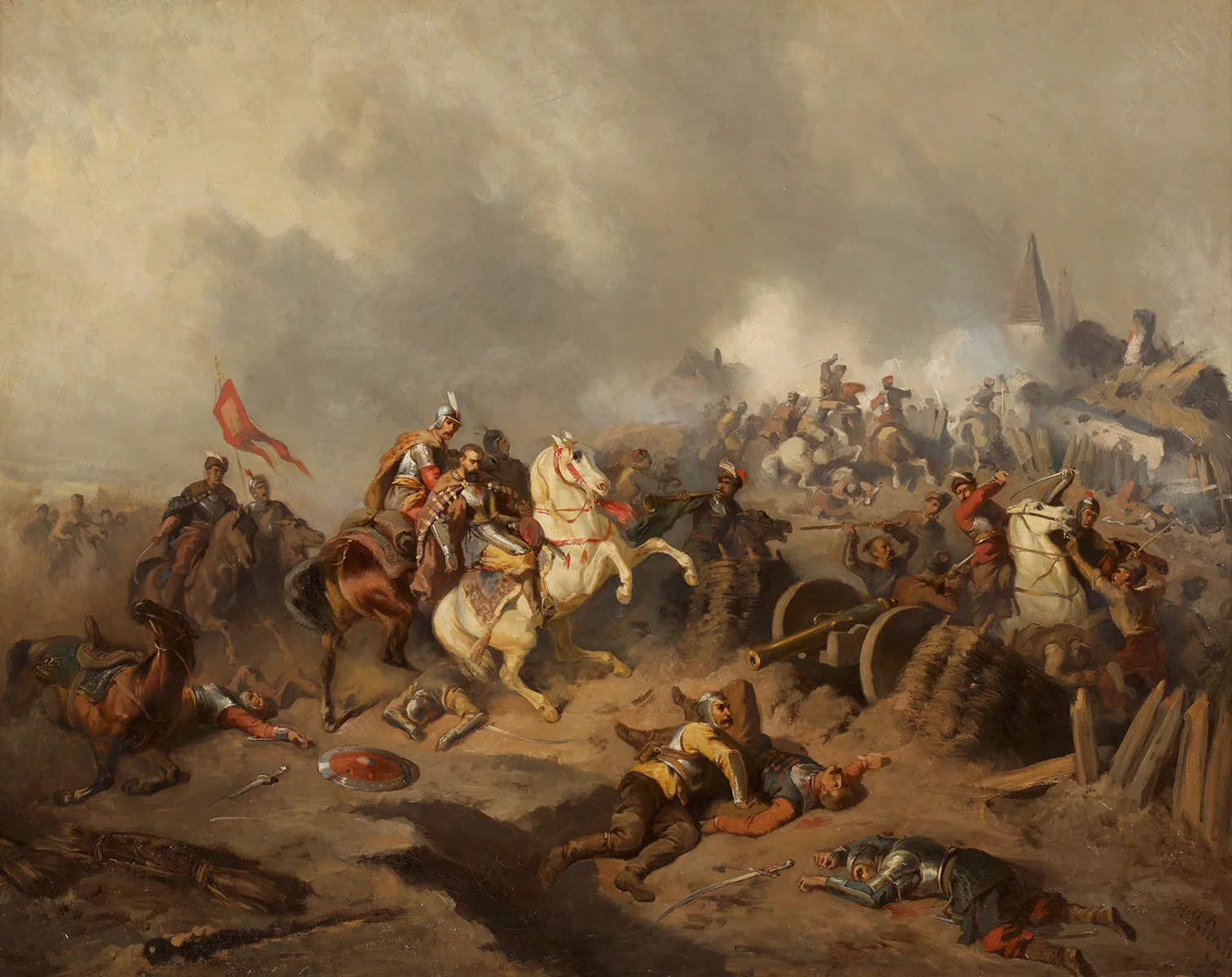
Stefan Czarniecki pod Monasterzyskami w 1653 roku

Henryk Pillati (ur. 19 stycznia 1832 w Warszawie, zm. 16 kwietnia 1894 w Warszawie) – polski malarz, rysownik, ilustrator i karykaturzysta.

## Życiorys
Studiował w warszawskiej Szkole Sztuk Pięknych. Studia artystyczne uzupełniał w Monachium, Paryżu i Rzymie. Od 1860 roku zajmował się ilustrowaniem książek i czasopism warszawskich, m.in. „Wolnych Żartów”, „Tygodnika Ilustrowanego”, „Kłosów”., „Wędrowca”, „Biesiady Literackiej”, ukazując w nich (często humorystycznie) aktualne wydarzenia i sceny rodzajowe. Malował sceny batalistyczne i rodzajowe, jak również sceny historyczne związane z dziejami Polski. Tworzył także dzieła należące do nurtu realizmu  „społecznego” („Gałganiarka”, „Grajek podwórzowy” z 1863 r.).
Był starszym bratem ilustratora i malarza Ksawerego Pillatiego.